# Opinii religioase asupra masturbării
În religiile lumii opiniile asupra masturbării diferă substanțial. Unele religii o văd drept practică nefastă din punct de vedere spiritual, altele nu o consideră astfel, iar altele au opinii despre ea care depind de situația în care se află cineva care o practică. Printre religiile din urmă, unele privesc masturbarea drept permisibilă ca mijloc de auto-control sexual sau drept parte a auto-explorării sănătoase, dar o interzic atunci când ea este făcută din motive greșite sau ca o dependență. Catolicismul și ortodoxia consideră masturbarea drept păcat, în timp ce cei mai mulți dintre protestanți nu o consideră astfel.

## Budismul
Cele mai uzuale formulări ale eticii budiste sunt Cele Cinci Precepte și Nobila Cale Înoptită, care afirmă că oamenii trebuiesc să aibă viziunea corectă despre plăcere. Aceste precepte iau forma unor isprăvi personale și voluntare, nu a unor porunci sau mesaje divine. Al treilea precept din Cele Cinci Precepte impune „Să eviți să comiți imoralități sexuale”. Totuși din ce constă imoralitățile sexuale este ceva vag și adesea controversat, iar diferite școli ale budismului au interpretări diferite ale Celor Cinci Precepte.
Trebuie înțeles că budismul, în mod practic, a fost propus de Buddha ca o metodă prin care oamenii pot să iasă din suferință, să scape din ciclul reincarnărilor și să atingă iluminarea prin a-și învinge ignoranța, poftele și prin realizarea biunivocei vacuități a sinelui și fenomenelor. În mod normal asta presupune a practica meditația budistă și a urma Cele Patru Adevăruri Nobile și Calea Înoptită pentru a supune pasiunile minții care, împreună cele cinci complexe, cauzează suferința și renașterile dintr-un ciclu karmic. Masturbarea (Pali: sukkavissaṭṭhi), fiind o dorință carnală și adesea o poftă pentru unii, este adesea privită drept problematică pentru o persoană care dorește să atingă țelul suprem al iluminării.
Se poate de asemenea susține că pentru o persoană laică atenția excesivă acordată plăcerii sexuale poate fi un mod de a nu urma calea de mijloc. Totuși, asta nu se aplică stimulării sexuale moderate și sănătoase, conform multor tradiții. Budismul predică de asemenea importanța compasiunii și atenției, deci este teoretic posibil ca masturbarea să permită cuiva să se lipsească de imoralități sexuale grave care ar putea dăuna altor ființe simțitoare, ea fiind în această situație permisibilă ba chiar încurajată.
Atât un articol de pe Beliefnet cât și Brian Schell, un contribuitor al DailyBuddhism.com sugerează ca masturbarea este lipsită de daune pentru un laic, fiind cel puțin în afara domeniului karmic. Călugărul theravadin realizat Bhante Shravasti Dhammika citează Vinaya Pitaka în ghidul online Guide to Buddhism A to Z, afirmând următoarele:
„Masturbarea (sukkavissaṭṭhi) este actul de a ne stimula propriile organe sexuale (sambādha) pentru obținerea orgasmului (adhikavega). În Kāma Sūtra masturbarea masculină este numită „prinderea leului” (simhākāranta). Unii oameni din timpul vieții lui Buddha credeau că masturbarea poate avea un efect terapeutic asupra minții și corpului (Vin. III, 109), deși Buddha însuși nu era de acord cu asta. Conform lui Vinaya, este o abatere oarecum importantă pentru călugări și călugărițe să se masturbeze (Vin. III, 111) deși Buddha nu a oferit nicio îndrumare pentru laici în această privință. Totuși, budismul poate fi de acord cu opinia medicală contemporană că masturbarea este expresia energiei sexuale și că nu dăunează din punct de vedere fizic și psihic, atâta vreme cât nu devine o preocupare sau un substitut pentru a avea relații sexuale normale. Vina și dezgustul de sine produse de masturbare sunt în mod clar mai dăunătoare decât masturbarea în sine.”
Sublinierea castității în budism este cu atât mai aplicabilă pentru bhikkus și bhikkunis (călugări și călugărițe), de la care el se așteaptă să urmeze Vinaya (codul etic tradițional pentru călugării și călugăritele budiști). Ei nu doar că trăiesc în celibat, dar trebuie să lupte să-și înfrângă dorințele mult mai mult ca laicii. În Theravada, masturbarea este menționată ca fiind mai dăunătoare pentru Upāsaka și Upāsikā (laicii care aprofundează budismul urmând mai multe precepte) care practică cele Opt Precepte în zilele de Uposatha, care au un mod de viață mai ascetic care nu permite masturbarea.
Exista de asemenea referințe în Upasakasila Sutra, în particular:
„Dacă sexul este practicat la vremi nepotrivite (vremi la care nu este permis, conform preceptelor), [în] locuri nepotrivite (locuri care nu sunt permise de precepte), cu cei care nu sunt femei, cu virgine, cu femei căsătorite sau legat de corpul propriu este vorba de imoralitate sexuală.”
Fraza „sexul legat de corpul propriu” se referă în general la masturbare și este definită de adâncirea preceptelor ca nefiind imoralitate sexuală pentru Upāsaka și Upāsikā în budismul chinez.
Astfel, în budism masturbarea și permiterea ei depind cel mai adesea de circumstanțe, depinzând de nivelul propriu de urmare a preceptelor și de a avea sau nu statut de monah.
Totuși, unii autori budiști contemporani sugerează că masturbarea nu prezintă niciun pericol pentru laici.

## Religiile avraamice

### Viziunea academică asupra Bibliei
Povestea biblică a lui Onan este în mod tradițional legată de menționarea masturbării și de o condamnare a ei, dar actul descris în această povestire este coitus interruptus, nu masturbarea. Nu există nicio afirmație explicită în Biblie din care să rezulte că masturbarea ar constitui un păcat, dar emisia de spermă este considerată o problemă de puritate rituală în Levitic cap. 15 (ceea ce ar putea fi interpretat drept referindu-se la masturbare, chiar dacă Biblia nu spune la ce se referă și s-ar referi mai degrabă la poluții nocturne).
Gestul lui Onan a fost condamnat deoarece pentru mintea omenească preștiințifică credința că un copil e conținut de spermă la fel cum o plantă este conținută în sămânța sa era o constantă.
Ilona N. Rashkow afirma: „este discutabil dacă masturbarea este considerată drept o categorie de activitate sexuală 'negativă' în Biblia ebraică” și că Lev 15:16 „se referă la emisie mai degrabă decât la circumstanțele în care se întâmplă ea.” Jones și Jones redau viziunea biblică a lui Johnson asupra masturbării: „a considera experiențele sexuale solitare, fie că e vorba de vise umede fie că e vorba de masturbare, drept subiecte care țin pur și simplu de puritatea rituală mai degrabă decât de a fi o problemă de moralitate.” Ei afirmă: „Johnson sugerează că Leviticul 15:16-18 trebuie să dea tonul pentru cum ne referim la masturbare. Versetele 16 și 17 afirmă că un bărbat care are o emisie de spermă trebuie să se spele și va rămâne necurat din punct de vedere ceremonial până seara. Versetul 18 afirmă că dacă un bărbat are un contact sexual cu o femeie, se aplică aceleași reguli de curăție. Prin a aborda separat contactul sexual, pasajul în mod sigur implică faptul că emisia de spermă din versetele 16 și 17 a avut loc la un bărbat singur. Pasajul se poate referi la o poluție nocturnă sau vis umed, mai degrabă decât la masturbare, dar fragmentul nu este explicit cu privire la asta. Johnson sugerează că acest fragment din Levitic este semnificativ pentru cum trebuie să ne raportăm la experiențele sexuale solitare, fie vis umed, fie masturbare, drept pură problemă de curăție ceremonială și nu drept problemă etică. Fragmentul nu dezaprobă experiența solitară mai mult decât dezaprobă contactul sexual. Deoarece azi creștinii consideră în mod obișnuit că legea ceremonială din Vechiul Testament nu mai este valabilă, acest autor sugerează că masturbarea nu este în sine o problemă etică din perspectivă biblică și nici nu mai este o problemă de puritate ceremonială.”
T.J. Wray explică ceea ce Biblia afirmă (și nu afirmă) despre masturbare: „Întorcându-ne la lista din Levitic a tabuurilor sexuale, în mod curios lipsește din ea orice mențiune despre masturbare.” Apoi ea discută Gen. 38 și Lev. 15 și conchide „Niciuna dintre acestea nu reprezintă totuși vreo condamnare clară a masturbării.”
Carl L. Jech afirma că „Masturbarea nu este deloc menționată în Biblie!”. M.K. Malan și Vern Bullough au afirmat „nicăieri în Biblie nu există o referire clară și incontestabilă la masturbare” și „masturbarea nu este menționată în Biblie sau Cartea lui Mormon”.
Totuși, abia „la începutul secolului al XVIII-lea ... oamenii au ajuns să se îngrijoreze grav cu privire la masturbare. Atunci a apărut noua isterie cu privire la sexul de unul singur.”
Conform The Oxford Handbook of Theology, Sexuality, and Gender, unii universitari sugerează ideea că „mână”, cuvânt din Matei 5:29-30, Marcu 9:42-48 și Matei 18:6-9 poate implica masturbarea la fel ca în Mișna (m. Nid. 2.1).:204 Privind acele versete, The Oxford Encyclopedia of the Bible and Gender Studies redă punctul de vedere al lui Will Deming: „Păcătuirea cu ochiul, mâna si piciorul pot proveni dintr-o tradiție de avertizări formale contra privitului pofticios (cu ochiul), masturbării (cu mâna), și adulterului (cu « piciorul », eufemism ebraic pentru organele genitale).” Alaturată ochiului, argumentează Deming „mâna joacă un rol major în poftă la fel ca și în masturbare”.
Romani 1:24 și 1 Corinteni 6:10 sunt uneori considerate că se referă la masturbare, dar Dedek susține că se referă la sodomie și, respectiv, pederastie.

### Creștinismul

#### Biserica timpurie
Profesorul universitar de teologie catolică Charles E. Curran a afirmat „Părinții Bisericii nu spun aproape nimic despre chestiunea simplă a masturbării”.
Arthur J. Mielke a formulat astfel viziunea istoricului James Brundage: „tema masturbării și cea a fanteziilor sexuale erau lipsite de importanță pentru autorii păgâni și pentru cei creștini până în secolele al patrulea și al cincilea” (adică până în momentul în care călugăria devenise importantă).
Înainte de Papa Grigore I cel Mare, interpretarea călugărească a Leviticului cap. 15 (care discută impuritatea rituală) era de „emisie nocturnă”, nu de masturbare.
Pe măsură ce monahismul se dezvolta, viețile sexuale ale călugărilor au fost cercetate de doi teologi, Ioan Casian și Caesarius de Arles, care au comentat despre „viciile” vieții solitare. „Preocuparea lor nu era cu acțiunea masturbării, ci cu faptul că cei care se călugăriseră juraseră păstrarea castității; acțiunea în sine nu era privită drept păcătoasă... De fapt, ... înainte de Casian, masturbarea nu era considerată o infracțiune sexuală la nimeni.”

#### Creștinismul ortodox
Biserica Ortodoxă privește sexualitatea drept dar de la Dumnezeu și crede că ea își are împlinirea în relația maritală, prin urmare folosirea greșită a acestui dar este un păcat. Deoarece actul masturbării este egoist și prin natura sa incapabil de a exprima dragoste și interes pentru altă persoană, el este privit drept o pervertire a darului sexualității. Aceasta este vizibil în special atunci când masturbarea devine dependență. Cel puțin, practica iubirii de sine este privită drept a nu onora scopul acordat de Dumnezeu darului sexualității.
Păcatele sexuale ale curviei, adulterului, masturbării și cyber sex-ului, la fel ca ura, gelozia, beția și alte păcate sunt considerate păcate atât ale inimii cât și ale trupului. Se crede că a nu da prilej păcatelor sexuale înseamnă a nu da prilej îngăduirii de sine în scop de auto-satisfacere. În loc de a da prilej dorințelor cărnii, creștinul ortodox pretinde să dea prilej Sfântului Duh, ale cărui roade ar fi dragostea, bucuria, pacea, răbdarea, bunătatea, credincioșia, blândețea și auto-controlul.
Bibliile ortodoxe în limba română, inclusiv traducerea Cornilescu, care inițial se dorea și a fost publicată ca și cum ar fi fost traducere ortodoxă, folosesc termenul „malahienii” sau „malahii” (adică „cei care se masturbează”) pentru cei care nu vor moșteni Împărăția Cerurilor (1 Cor. 6:9). Conform lui Emanuel Conțac și Chrys C. Caragounis această traducere este anacronică (greșită), cuvântul malakia schimbându-și sensul în „masturbare” încă de la opera lui Ioan Gură de Aur (sfârșitul secolului IV d.Hr.). Ortodocșii au tradus sensul din neogreacă, în loc să traducă din greaca koine.

#### Catolicismul
Biserica Catolică predică „Masturbarea constituie o gravă abatere morală” și că „atât Magisteriumul Bisericii Romano-Catolice — de-a lungul unei tradiții constante — cât și simțul moral al credincioșilor declară fără ezitare că masturbarea este un act intrinsec și serios imoral.”
Deși „se afirmă că psihologia și sociologia arată că masturbarea este un fenomen normal al dezvoltării sexuale, în special la tineri”, aceasta nu schimbă faptul că „este o faptă intrinsec și serios imorală” și „oricare ar fi motivul de a se comporta astfel, folosirea deliberată a facultății sexuale în afara relațiilor conjugale normal contrazice grav finalitatea acestei facultăți. Căci ei îi lipsește relația sexuală cerută de ordinea morală și anume de relație care realizează 'deplinul sentiment al dăruirii reciproce și al procreării de oameni în contextul dragostei adevărate.'”
Aceasta este din cauză că folosirea deliberată a facultății sexuale în afara căsătoriei este, conform învățăturilor bisericii, contrar scopurilor primare de procreare și reunire a soțului și soției în sacramentul căsătoriei. În plus, biserica învață că orice altă activitate sexuală — inclusiv masturbarea, homosexualitatea, sodomizarea heterosexuală, sexul în afara sau înaintea căsătoriei și folosirea oricăror mijloace contraceptive sau de control al nașterilor — este puternic imoral, deoarece împiedică ordinea naturală, scopul și ținta sexualității. 
Pentru a ne forma o judecată echitabilă despre responsabilitatea morală a credincioșilor și pentru a ghida acțiunile pastorale, trebuiesc avute în vedere imaturitatea afectivă, forța obiceiului dobândit, anxietatea și alți factori psihologici sau sociali care micșorează, dacă nu reduc chiar la zero, culpabilitatea morală.
Universitarul catolic Giovanni Cappelli a întreprins o cercetare „cu privire la problema masturbării de-a lungul primului mileniu. Printre concluziile sale: (1) Nicăieri în Vechiul sau Noul Testament nu există o confruntare explicită cu subiectul masturbării. (2) Cappelli nu a găsit printre scrierile Părinților Apostolici nicio menționare a masturbării. (3) Primele referiri explicite la masturbare apar în penitențialul anglo-saxon și celtic din secolul a VI-lea în care subiectul este tratat în mod practic și din punct de vedere juridic. (4) Ar fi totuși greșit să interpretăm tăcerea Părinților Apostolici drept aprobare tacită sau ca fiindu-le un subiect aproape indiferent.”
Înainte de secolul al VI-lea, învățăturile bisericii cu privire la asta nu erau coerente. Cercetători cum ar fi Bernard Hoose și Mark Jordan au descoperit că susținerile de învățătură continuă a Bisericii asupra sexualității, vieții și morții și despre crimă și pedeapsă pur și simplu „nu sunt adevărate”. Nu doar că era vorba de „lipsă de consistență logică, contradicții și chiar incoerență” în doctrinele Bisericii, dar munca de cercetare i-a condus la concluzia că „tradiția în sine nu este sub nicio formă garant al adevărului unei anumite învățături.”
Viziunea romano-catolică asupra masturbării s-a dezvoltat ca urmare a condamnării de către Casian a călugărilor care-și încălcau legământul, și a primit o formă stabilă abia în secolul al VI-lea.
Sf. Toma de Aquino, unul dintre cei mai de seamă Doctori ai Bisericii Romano-Catolice, scria că masturbarea era „un viciu împotriva firii” care face parte din poftă, la fel de rău ca bestialitatea și sodomia și că „prin a procura poluția [adică ejacularea în afara contactului sexual] fără copulare, doar de dragul plăcerii venerice [...] tine de păcatul necurăției de duh pe care unii o numesc 'efeminare' [Latină: mollitiem, lit. 'moliciune, lipsă de bărbăție'].”
Totuși, după un studiu comandat de Catholic Theological Society of America în 1972, un număr de teologi catolici dizidenți au început să susțină că fapta masturbării nu trebuie judecată drept rău moral obiectiv, ci judecată în contextul vieții persoanei implicate. Alții, printre care și John Wijngaards, susțin că „adesea masturbarea nici măcar nu constituie păcat și că rareori poate fi ea păcat serios.” Reacția la studiul din 1977 a arătat că dizidența nu era unanimă.

#### Anglicanismul
Biserica Angliei nu are un punct de vedere oficial referitor la masturbare.
Dioceza anglicană de Sydney, care este conservatoare, consideră că masturbarea „ne poate ajuta să ne satisfacem sexual atunci când nu ne putem controla pofta și nu o putem satisface printr-o relație maritală, iar în acest sens poate fi folositoare.” Totuși, dioceza observă că ea poate deveni asociată cu păcatul dacă ea conduce la consumul de pornografie sau a privi cu poftă sexuală la alți oameni din realitate pentru a alimenta fantezii erotice. Dioceza avertizează că acestea, la rândul lor, pot atrage oamenii într-un lanț de evenimente care scapă de sub control. (Rezoluția Conferinței Lambeth din 1998, punctul I.10, afirmă că a folosi pornografie este un păcat și o menționează printre formele de activitate sexuală în mod inerent contrarii modului de viață creștin. Masturbarea nu este pomenită, fie pozitiv, fie negativ.)
Multe cărți anglicane asupra sexualității și căsătoriei susțin masturbarea.

#### Protestantismul
Spre a doua jumătate a secolului XX, teologii au început să revizuiască învățăturile anterioare, iar azi cei mai mulți dintre ei iau poziții pro-masturbare. Unii o văd drept faptă de auto-indulgență sau chiar păcat al cărnii și cred că practicarea ei este un păcat deoarece este o invitație la poftă. Cei care o privesc ca făcând parte din cadrul comportamentului sexual permis o încurajează drept obstacol în calea adulterului, a sexului premarital sau a altor forme nepermise de comportament sexual și ca metodă de a balansa diferențele de libido dintre soț și soție.

##### Luteranismul
Biserica Luterană a Germaniei (EKD) afirmă că masturbarea nu constituie păcat.
Biserica Evanghelică Luterană din SUA afirmă de asemenea că masturbarea nu este păcat.
Sinodul Missouri al Bisericii Luterane, care este mai conservator, afirmă că masturbarea este greșită deoarece Dumnezeu a cerut ca energia sexuală să fie satisfăcută în contextul unei relații de dragoste biunivoce cu altă persoană și că masturbarea pervertește acest lucru.
Biserica Suediei afirmă că nu este un păcat iar pastorii exprimă adesea acest punct de vedere în clasele de confirmare pentru adolescenți.
Biserica Evanghelică Luterană a Finlandei are o viziune pozitivă asupra masturbării, observând că este o abordare mai sigură a sexualității decât alunecarea în promiscuitate.
Websiteul australian interconfesional de educație sexuală creștină a adolescenților „Boys Under Attack” afirmă de asemenea că masturbarea nu este păcat, cu condiția a de nu deveni o dependență, de a nu folosi pornografie și de a fi făcută de unul singur, fără participarea altora. Websiteul se referă la învățătura luterană cu privire la masturbare.

##### Calvinismul
Biserica Reformată (Calvină) este unul dintre cele îngăduitoare culte cu privire la sexualitate. Calvin considera că iubirea sub orice formă este venită de la Dumnezeu, sexualitatea fiind o ramură a sa. El considera masturbarea naturală, o metodă de eliberare a tensiunii sexuale, ce ajută la evitarea desfrâurilor precum violul. În comparație cu alte culte, Calvinismul acceptă și homosexualitatea și bisexualitatea, considerându-se că iubirea de orice fel este venită de la Dumnezeu. 
În Elveția teologii calvini Michel Cornuz, Carolina Costa și Jean-Charles Bichet afirmă cu toții că masturbarea nu este păcat, cu condiția de a nu utiliza pornografie.
De asemenea, cea mai importantă biserică a calvinismului din Franța, L'Oratoire du Louvre, consideră de asemenea că masturbarea nu este păcătoasă, cu condiția de a nu fi făcută în spirit de rebeliune contra lui Dumnezeu și cu condiția de a nu deveni o dependență.
Într-un raport din 1991 asupra sexualității umane, Biserica Prezbiteriană din SUA a afirmat „bisericile trebuie să se lepede de atitudinile învechite și dăunătoare cu privire la masturbare și să le înlocuiască prin afirmații pozitive privitoare la rolul masturbării în sexualitatea umană.”
Calviniștii se opun totuși „atingerilor sexuale” (incluzând masturbarea reciprocă) între parteneri necăsătoriți unul cu celălalt, chiar dacă sunt logodiți, considerând-o drept imoralitate sexuală.

##### Metodismul
Biserica Metodistă Unită nu are nicio poziție oficială cu privire la masturbare.
Uniting Church in Australia învață că „masturbarea este o parte importantă de descoperirii sexualității de către copii și adolescenți și a dezvoltării lor sexuale. Ea nu trebuie să fie stigmatizată.”

##### Evanghelicii
În anii 1940 cărțile evanghelice de sfătuire asupra sexualității condamnau masturbarea, considerând-o un păcat foarte serios, dar astfel de avertismente au dispărut de-a lungul anilor 1960 din astfel de cărți „deoarece evanghelicii care observaseră că Biblia nu afirmă în mod direct nimic referitor la masturbare considerau că au făcut o greșeală prin a o condamna.” De asemenea, ei credeau că e preferabil ca tinerii să se masturbeze decât să se dedea la „sex, droguri și rock 'n' roll”.
Unul dintre cei mai importanți lideri ai evanghelicilor americani, James Dobson⁠(en)[traduceți] a afirmat: „Creștinii au păreri variate despre cum vede Dumnezeu acest comportament. Din nefericire, nu pot vorbi direct în numele lui Dumnezeu referitor la acest subiect, deoarece Cuvântul Său Sfânt, Biblia, păstrează tăcerea asupra acestui aspect.” El a mai afirmat: „Biblia nu spune nimic despre masturbare, deci nu putem ști ce gândește Dumnezeu despre aceasta. Opinia mea este că El nu îi acordă mare importanță.” El a afirmat, de asemenea, „În ciuda avertismentelor terifiante date tinerilor din punct de vedere istoric, nu provoacă orbire, slăbiciune, întârziere mintală sau orice altă problemă fizică. În caz contrar, întreaga populație masculină și aproximativ jumătate dintre femei ar fi oarbe, lipsite de putere, retardate și bolnave.”
Alții fac distincție între masturbare și fantezii sexuale. Dr. Richard D. Dobbins susține că adolescenților le este permis să aibă fantezii despre viitoare soție/viitorul soț în cursul masturbării.
Garry H. Strauss, un psiholog care consiliază studenții de la Biola University (o universitate creștină evanghelică) a scris că masturbarea nu este menționată în Biblie, deci masturbarea este ok, dar pornografia și fanteziile sexuale nu sunt ok.
Doi psihologi evanghelici, Alex W. Kwee și David C. Hooper, au abordat această problemă într-un articol academic. Ei observă că „Biblia nu are o etică teologică clară cu privire la masturbare... Asupra multor aspecte ale sexualității umane pe care le-am abordat în munca noastră, masturbarea este cel mai prost înțeles din cauza lipsei unui dialog deschis și rațional în cadrul comunității creștine... Printre modelele evanghelice de etică sexuală... nu a existat niciodată o etică teologică bine definită cu privire la masturbare, spre deosebire de etica sexului pre-marital, căsătoriei, divorțului, care sunt elaborate din perspectiva noastră antropologică creștină despre gen, sexualitate și relațiile lor cu imago Dei... Masturbarea intră astfel într-o zonă gri consacrată a eticii sexuale evanghelice.”
Ei continuă cu „credem că întrebările tinerilor creștini cu privire la masturbare pot fi reduse la două întrebări esențiale. Tinerii creștini doresc să afle dacă masturbarea este «bună sau rea» (care este abordarea morală «corectă» care trebuie s-o aibă în baza Bibliei?) și dacă masturbarea este «normală» (ce putem spune despre dimensiunea psihologică a masturbării?)”
Răspunzând la prima întrebare, ei observă că „Biblia nu abordează direct masturbarea, lăsând creștinilor sarcina de a articula o viziune morală din variate versete care în optica noastră nu pot susține o interzicere deontologică a masturbării... Astăzi consensul general în comunitatea creștină este că Geneza 38:6-10 este irelevantă cu privire la masturbare. Cititorii moderni înțeleg desigur gestul lui Onan nu drept masturbare ci drept coitus interruptus. Categorisirea tehnică a gestului este însă lipsită de importanță în comparație cu încălcările eticii manifeste prin acel gest. Contextul interpretativ al Genezei 38:6-10 se află în vechea lege israelită (Deuteronomul 25:5-10)... Oricare ar fi fost motivele sale pentru a nu duce la capăt contactul sexual, Onan a fost pedepsit pentru încălcarea unei legi evreiești specifice și pentru încălcarea datoriei sale vechi-testamentare către fratele său mort. Onan a fost judecat pentru intenții nedeclarate dar fiind probabil de exploatare... și în mod sigur pentru evitarea obligațiilor sale tradiționale de grijă și responsabilitate familială.”
Ei afirmă de asemenea că „Obiecția noastră asupra folosirii Matei 5:27-30 drept bază indubitabilă de condamnare a masturbării este că o astfel de interpretare poate fi susținută doar prin extragerea acestui mesaj din contextul mesajului general al lui Isus... [iar]... interpretarea corectă în context a Leviticului 15:16-18 ar susține punctul de vedere că masturbarea este în sine și prin sine neutră din punct de vedere moral.”
Ei observă că „Este o deosebire etică a masturbării făcute în prezența pornografiei sau a unui serviciu de sex prin telefon (medii inerent egoiste și exploatatoare) față de masturbarea drept exprimare sexuală a unei dorințe profunde e a avea o legătură cu cineva, o legătură care nu este în mod primar sexuală”, trăgând concluzia că „Scriptura nu se referă explicit la masturbare, dând naștere unor prejudecăți care induc vinovăție referitoare la un comportament care este extrem de la temă pentru tinerii creștini necăsătoriți la vârsta la care urmează facultatea și al căror sistem de valori îi face să evite sexul pre-marital”.
Cercetătoarea evanghelică Judith K. Balswick în cartea ei Authentic Human Sexuality: An Integrated Christian Approach argumentează că „Masturbarea poate fi o cale sănătoasă și plăcută prin care o persoană lipsită de partener sexual poate experimenta satisfacția sexuală.”
Alt scriitor evanghelic, James B. Nelson observă în cartea Embodiment: An Approach to Sexuality and Christian Theology că „Intensitatea fiziologică tipică orgasmului prin masturbare depășește adesea pe cea din cadrul contactului sexual, iar fanteziile de relație acompaniază de obicei acest gest în absența unui partener” indicând că el este un dar de la Dumnezeu pentru cei care nu au nevastă.
În cartea sa Singles Ask: Answers to Questions about Relationships and Sexuality, Howard Ivan Smith îl citează pe teologul evanghelic de la Fullerton Archibald Hart „Nu cred că masturbarea în sine ar fi greșită din punct de vedere moral sau... păcătoasă.”

##### Adventismul
Ellen G. White, una din fondatorii Bisericii Adventiste de Ziua a Șaptea, la mijlocul secolului al XIX-lea, a susținut că a avut viziuni spirituale de la Dumnezeu care au îndrumat-o în viața creștină. Ea a avertizat contra mâncărurilor care stimulează excesiv sexul și masturbarea, pe care o denumea „viciul solitar”. Ea și-a avertizat adepții despre viziunile sale referitoare la oameni desfigurați, pretinzând că ale masturbării consecințe nu distrug doar viața pe acest Pământ, ci împiedică accesul în ceruri la prima înviere de la revenirea lui Isus. Ea pretindea că masturbarea este cauza multor boli ale adulților, de la cancer la bolile de plămâni. White chiar a scris că masturbarea termina prematur viețile multor păcătoși. Ea credea că dieta avea un impact direct asupra dorinței de a se masturba. Ea pretindea că o dietă sănătoasă constând din fructe, legume, pâine de grâu și apă ar duce la o nevoie scăzută de a se masturba și ar duce astfel la o viață mai sănătoasă și mai fericită. Pentru a scrie ghidul ultim pentru generațiile viitoare ea a pretins că viciul solitar ar fi fost cauza nebuniei ereditare, cancerului și a altor boli mortale; ea apela în mod clar la părinți pentru a-și proteja odraslele prin a nu se masturba.

##### Penticostalii
Una din bisericile Church of Christ din Tulsa, SUA, a adoptat punctul de vedere că „Masturbarea nu este menționată în Biblie și nu este același lucru cu imoralitatea sexuală. Bisericii tradiționale i-a fost dificil să explice această practică, dar nu există niciun motiv solid pentru a o pune laolaltă cu imoralitatea sexuală și a produce vină în mod special oamenilor singuri... Pentru cei mai mulți dintre bărbați și femei masturbarea este o parte naturală din cunoașterea de sine. Totuși, masturbarea ne poate induce ideea că sexul poate fi făcut de unul singur. Cuplată cu pornografia, suntem cu doi pași mai departe de dragostea sexuală din cadrul căsătoriei... Avertismentul este ca masturbarea să nu devină o obsesie care să aibă impact asupra conștiinței voastre, vieții voastre sexuale viitoare și să vă conducă la fantezii pornografice.”
Un pastor penticostal suedez, Christian Mölk, afirmă de asemenea că Biblia nu menționează în mod explicit masturbarea drept păcat. El observă că păcatul lui Onan se refera la neîndeplinirea datoriei sale din legea leviratului menționată în Deut. 25:5-6. Sub această lege, „cel mai apropiat frate avea datoria de a asigura supraviețuirea familiei prin a se căsători cu văduva fratelui decedat. Când Onan «își vărsa sămânța pe pământ» însemna că el refuza să producă urmași ai fratelui său și îi utiliza văduva doar pentru plăcere sexuală.” El continuă prin a observa că alt text invocat uneori este Matei 5:27-30. Aici, spune el, Isus avertizează pur și simplu că nu este greșit doar să trișezi cu fapta, ci este greșit și a trișa în inima ta. Prin urmare, o persoană nu ar trebui să privească doritor la soția altuia. El afirmă că aceste texte nu sunt despre masturbare și că Biblia nu menționează în mod explicit că masturbarea ar fi păcat.
Pastorul penticostal texan, fondator de biserică, Tom Brown a scris pe subiectul „Este masturbarea un păcat?” observând „Masturbarea există de mult, iar deoarece Dumnezeu nu o condamnă în mod clar, nici eu nu prea mi-aș bate capul cu ea. Masturbarea este practicată mult mai des decât adulterul sau sexul pre-marital, dar Dumnezeu tace practic asupra acestui subiect. Asta ar trebui să vă arate că Dumnezeu nu este prea preocupat cu ea... Totuși, trebuie să vă avertizez împotriva dependenței de masturbare. La fel ca multe alte lucruri, masturbarea se poate transforma în dependență... Pavel a spus «Totul îmi este permis, dar nimic nu va pune stăpânire pe mine» (1 Cor 6:12). Asta include masturbarea. De asemenea, nu ar trebui să folosiți pornografie pentru a vă masturba... Referitor la cei singuri, nu am alt sfat decât interzicerea pornografiei...”
El continuă: „Dacă un credincios se folosește de masturbare pentru a reduce ispita sexuală e mult mai bine decât a fi tentat să comită sex pre-marital sau adulter. Eu aș vrea mai degrabă ca un bărbat să se masturbeze decât să apeleze la prostituate... Alt gând: dacă masturbarea ar fi greșită ne-am aștepta să rezulte în consecințe negative pentru sănătate, cum sunt cele ale adulterului, homosexualității și sexului pre-marital (de exemplu boli). Din contra, cercetările au arătat că masturbarea servește la eliminarea stresului sexual...”

##### Quakerii
În 1960 British Friends Home Service a publicat un pamflet asupra căsătoriei care a fost citit cu aprobare de ambele părți ale Atlanticului; acesta afirma „Masturbarea este sănătoasă la copii, dar nu la adulți.” Totuși, patru ani mai târziu, medicul quaker Dr. Mary Calderone a susținut viziunea în curs de afirmare pe atunci că masturbarea era un mijloc normal și folositor de a „elimina stresul natural într-o manieră sănătoasă și satisfăcătoare.”
Mai recent quakerii formulând o mărturie asupra intimității sexuale au observat că „o posibilitate pentru a mărturisi pentru intimitate este poziția pro-natalistă care este centrată pe imperativul de a face copii. Aceasta este poziția tradițională a Bisericii Romano-Catolice, învățătură care are adeziune considerabilă în rândul multor protestanți evanghelici... În această concepție, scopul principal al sexului este procreația... În acest pro-natalism, masturbarea este... greșită, la fel cu contracepția, dar nu există texte clare ale Scripturii cu privire la aceste practici. Interdicția lor se pare că pornește de la învățătură de bază că rolul sexului este producerea de progenituri legitime...”
„Din mai multe motive, Prietenii se vor simți jenați de această bază pro-natalistă pentru cadrul etic al relațiilor intime.”
„Pentru mulți Prieteni, cel mai serios de respingere a ei dintre toate... ar fi centrarea pro-natalismului pe sporirea populației. La șapte miliarde de oameni trăind azi pe Pământ, creșterea în continuare a populației n-ar trebui să fie obiectivul predominant care fundează etic relațiile intime. Totuși, mesajul central al acestei învățături este necesitatea procreației...”

##### Menoniții
Un articol din 2011 din magazinul Canadian Mennonite observă că în mod tradițional anabaptiștii au avut o atitudine negativă referitoare la sex, dar continuă prin a afirma „Masturbarea este una dintre cele mai obișnuite experiențe sexuale de-a lungul și de-a latul vârstelor, culturilor, situațiilor de viață (căsătorit sau nu) și genurilor... A simți plăcere în corpurile noastre date de Dumnezeu poate fi bine... [dar] dacă ne îndepărtează de Dumnezeu, atunci pentru numele Domnului, nu trebuie s-o faci. Dar trebuie să ne eliberăm din strânsoarea vinovăției asociată anterior cu practica de a ne oferi plăcere.” (Articolul argumentează de asemenea că anabaptiștii trebuie să evite pornografia, din multe și variate motive.)

#### Alte culte

##### Martorii lui Iehova
Martorii lui Iehova predică ideea că masturbarea este un obicei care este „o formă de necurăție”, una care „dă naștere la atitudini care pot corupe mintea”.

##### Biserica lui Isus Hristos a Sfinților din Zilele din Urmă
Spencer W. Kimball, al doisprezecelea președinte al Bisericii lui Isus Hristos a Sfinților din Zilele din Urmă le-a recomandat puternic Sfinților (Mormonilor) să abandoneze acest obicei înainte de a pleca în misiune, de a primi darul sfintei preoții sau de a se duce la templu pentru binecuvântări. El a predicat că masturbarea indică „sclavie față de carne, nu stăpânire asupra ei sau creștere către dumnezeire, care este scopul vieții noastre ca muritori”.
„Masturbarea … nu este aprobată nici de Domnul, nici de Biserica Sa, orice ar spune alții, ale căror ‘norme’ sunt mai coborâte. Sfinții ultimelor zile sunt rugați cu tărie să evite această practică” (President Kimball Speaks Out [Salt Lake City: Deseret Book Co., 1981], p. 10). El a mai afirmat despre masturbare: „Nimeni să nu-și scuze propriile păcate pe temeiul că un anume păcat nu este nici menționat în scriptură și nici interzis de către aceasta.”

##### United Church of God
United Church of God susține că „Biserica Unită a lui Dumnezeu crede că dragostea sexuală este expresia supremă a dragostei dintre soț și soție și că doar această folosire a organelor sexuale glorifică sau reflectă creația și scopurile lui Dumnezeu.” Biserica susține de asemenea că, în conformitate cu 1 Corinteni 6:16,18, orice activitate sexuală în afara căsătoriei este aspru pedepsită și conform cu Matei 5:27-30 în optica bisericii până și gândurile sexuale sunt suficiente ca o persoană să fie vinovată de un asemenea păcat. Biserica își încurajează membrii „să-si păzească și controleze gândurile, la fel ca și acțiunile.”

### Islamul
În islamul sunit sunt opinii variate asupra masturbării (arabă: استمناء, translit. istimnā’‎). Este haram, la fel cu relațiile sexuale extra-maritale în jurisprudența Shi'a, care o consideră drept obicei prost care împiedică musulmanii să se concentreze pe salāt. Este de asemenea considerată haram conform imamului sunit Malik. Dar conform celorlalți trei imami este permisă doar ca antidot la adulter. A face baie este obligatoriu după orice emisie de spermă.
Învățații islamului nu sunt în general de acord cu masturbarea, cu excepția unor circumstanțe atenuante. Există o afirmație în Coran „Iar cei care își păzesc castitatea, cu excepția nevestelor lor, sunt feriți de orice blam; Dar oricine caută mai mult decât atât, aceia sunt călcători de lege.” (23:5-7)
În Islam, actele sexuale din afara căsătoriei sunt un păcat grav, care are ca urmare pedepse în viața aceasta și cea următoare (Qiyama). Dar dacă dorința cuiva este copleșitoare, el ar putea comite un păcat mai mare prin a face sex în afara căsătoriei, masturbarea devine permisă dar ca o necesitate cum ar fi să mănânci carne de porc pentru a supraviețui unei foamete majore, atunci când alte mâncăruri nu sunt disponibile. Coranul afirmă „Cei care nu au [mijloacele pentru] o căsătorie trebuie să se abțină [de la relații sexuale] până când Allah îi va îmbogăți din abundența Sa. Iar cei care caută un contract [pentru o eventuală emancipare] cu cei dintre voi care au mâna dreaptă — atunci faceți un contract cu ei dacă aflați bunătate în ei și dați-le lor din bogăția lui Allah pe care v-a dat-o vouă. Și nu obligați sclavele voastre să se prostitueze, dacă ele vor să fie caste, pentru a urmări [prin asta] interesele temporare ale vieții lumești. Dacă le va sili cineva, atunci într-adevăr, Allah este [pentru ele], conform silirii lor, Iertător și Milostiv..” (Qur'an, 24:33)
Masturbarea, ca orice altă formă de sex în care sunt eliberate fluide seminale sau vaginale, rupe postirea unui credincios dacă se petrece în timpul orelor de zi și cere o abluțiune majoră dacă au fost eliberate fluide seminale sau vaginale.
Conform șeicului Hamed Al-Ali: „Masturbarea în timpul zilei de Ramadan rupe postul, conform Hadithului că un musulman care postește renunță la mâncat, băut și dorințe sexuale de dragul lui Allah. Deoarece masturbarea este un fel de dorință sexuală, un musulman care postește trebuie să o evite. Prin urmare, masturbarea rupe postul la fel ca mâncarea și este unul din păcate pe care dacă l-ar face cineva ar încălca sfințenia acestei luni.”

#### Perspectiva șiită
Masturbarea este complet interzisă în secta Shi'a. Coranul afirmă: „Credincioși sunt... cei care își protejează organele sexuale cu excepția nevestelor lor... Prin urmare oricine dorește mai multă satisfacție sexuală face parte din călcătorii de lege.” (23:5-6) 

#### Perspectiva sunită
Cele patru școli de drept Sunni (cunoscute drept Madhaahib - școlile Hanafi, Shafi'i, Maliki și Hanbali de Fiqh) au puncte de vedere diferite asupra acestei probleme. Unii o văd drept interzisă în anumite cazuri (de exemplu dacă face ca soțul/soția să-și neglijeze sexual partenerul) dar o recomandă atunci când o văd ca pe un rău mai mic față de sexul ilicit. Este general interzisă conform mazabilor Hanafi și Hanbali, cu excepția cazului de a preîntâmpina adulterul sau curvia, sau de a fi sub presiunea poftei, caz în care este permisă satisfacerea prin masturbare. Este întotdeauna interzisă conform mazabilor Maliki și Shafi`i.

### Iudaismul
Maimonide a afirmat că Biblia ebraică nu interzice masturbarea în mod explicit. Povestea cu Onan a fost interpretată în mod tradițional de către evrei ca referindu-se la emiterea de spermă în afara vaginului și la condamnarea acestui gest, aplicând această poveste și la masturbare, deși Biblia ebraică nu susține în mod explicit că Onan s-ar fi masturbat. Datorită acestei povești, iudaismul tradițional condamnă masturbarea masculină.
Interpretarea rabinică tradițională este că Leviticul 15 se aplică la toate scurgerile de spermă, incluzând scurgerile de spermă produse prin masturbare. „Milgrom recunoaște că rabinii au condamnat masturbarea (b. Nid. 13a, b). Totuși, [interdicția — n.t.] «este promulgată de ei, nu promulgată de Scriptură» (ibid., 1568).” 
„Dar [în P] ejacularea duce la doar o zi de impuritate care cere spălarea rufelor și abluțiuni (15:16-18), indiferent că actul are loc în timpul contactului sexual (legitim) sau în cazul persoanei singure, în mod deliberat (masturbare) sau accidental (emisie nocturnă).”—Milgrom, Jacob (2000) [1991]. Leviticus 17-22. New Haven London: Yale University Press. pp. 1567–1568. ISBN 978-0300140569. apud Gagnon 2005. 

#### Iudaismul ortodox
Talmudul interzice masturbarea bărbaților, deoarece ea conduce la risipire inutilă de spermă sau la gânduri impure despre alte femei decât nevasta legală. Interdicția este derivată din narațiunea biblică despre Onan (Talmud Niddah 13a). Talmudul (ibid) aseamănă fapta cu omucidul și idolatria. Furia lui Dumnezeu cu privire la Onan a fost produsă nu de actul risipirii spermei, ci de neascultarea față de comanda lui Dumnezeu pentru Onan de a lăsa gravidă pe nevasta fratelui său (vezi povestea în Geneza 38:8-10). Alții consideră pedeapsa cu moartea excesivă ca urmare a neascultării legii căsătoriei leviratice — opțiunea oferită celor care refuzau o căsătorie leviratică era ca femeia refuzată să scuipe pe pantofii bărbatului, după ce îi scotea de pe picioarele lui. Deoarece pedeapsa pentru Onan a fost mult mai severă, ei argumentează că risipirea spermei era ofensa care a produs pedeapsa. Onan nu se masturba, ci practica controlul nașterilor prin retragere.
Conform cu Kitzur Shulchan Aruch, „Este interzis să emiți spermă în van. Acesta este cel mai grav păcat din toate cele cuprinse în Tora.” Totuși, Beis Shmuel susține că aceasta nu trebuie luată literal, ci servește pentru a înspăimânta bărbatul pentru a evita păcatul.
Între poskim, decidenți ai legii evreiești, sunt dezacorduri dacă masturbarea este o cale acceptabilă pentru a procura spermă pentru inseminarea artificială sau fertilizarea in vitro.
Iudaismul în general nu interzice sau descurajează masturbarea feminină, deși unele autorități consideră că în mod necesar masturbarea feminină implică „gânduri impure”.

#### Alte mișcări
Rabinii progresiști (adică din iudaismul reformat și cel reconstrucționist) au ajuns la concluzii mai liberale. Rabinul reconstrucționist Alexis Roberts susține că masturbarea este „nedăunătoare, naturală și sănătoasă. Ea poate oferi relaxare și plăcere, la fel ca și cunoaștere de sine care e utilă pentru a avea sex plăcut cu o altă persoană. Ea poate face mai ușor pentru tineri să se relaxeze sexual atunci când sunt prea tineri pentru o relație matură, angajată și iubitoare.” Rabinul reformat Jonathan Stein, într-o schemă propusă pentru evaluarea normativă reformată a diferitelor activități sexuale, a propus ca masturbarea să fie considerată „mutar”, un termen tradus în general drept „permisibil”, dar pe care el îl redă drept „tolerabil”. Rabbi Walter Jacob, scriind pentru comitetul de răspunsuri reformat, susține că „Deși afirmațiile traditionale sunt foarte clare, putem adopta o viziune diferită asupra masturbării, în lumina gândirii psihologice actuale. Masturbarea trebuie descurajată, dar nu ar trebui s-o considerăm dăunătoare sau păcătoasă.”

#### Risipirea spermei
Spermă în van (sau sămânță în van; Hebrew: זרע לבטלה, pronunțat: Zera Levatala) este un termen talmudic și un concept care se referă la orice act sexual în care sperma bărbatului este „risipită” în mod conștient, adică emisă într-un act care nu e în scopul procreării sau în timpului contactului sexual cu nevasta proprie, chiar dacă ea nu este în stare să rămână însărcinată din acea spermă, din cauză că este deja însărcinată, stearpă sau bătrână. Aceasta este pentru îndeplinirea corectă a poruncii-Mitzvah „Onah”, datoria conjugală a soțului.
„Dar de ce toate aceste precauții? — Pentru că altfel cineva ar putea emite spermă în van, iar R. Johanan a spus: Oricine emite spermă în van e vrednic de moarte, pentru că așa e scris în Scriptură.”—Talmudul babilonian, Tratatul Niddah, p. 13a
Înaintea secolului al XX-lea, el era un termen evreiesc referitor în mod obișnuit la masturbare (dar nu doar la ea). În Shulchan Aruch, sau „Yoreh Deah”, se afirmă că a irosi spermă trebuie considerat un păcat mai mare decât toate celelalte păcate menționate de Tora.
Contactul sexual homosexual este de asemenea considerat un act de risipire a spermei; cât despre masturbare, cu toate că nu este interzisă în mod explicit în Tora, Halkha sau Tora Orală vede masturbarea drept interdicție halahică și drept un mare păcat. Chiar actele sexuale maritale în care sperma nu este direcționată în vagin (și este irosită) sunt considerate acte de spermă în van.
Atitudinea halahică cu privire la masturbarea feminină se găsește în opiniile lui Ben Ish Chai, care spune că este greșită pentru că ea creează forțe rele (Kelipos), iar Rabbi Moshe Feinstein, care o interzice pentru că ea implică fantezii sexuale despre bărbați, ceea ce intră la interdicția gândurilor interzise, care sunt interzise și femeilor. Totuși, ea nu are severitatea masturbării masculine, deoarece nu implică eliminare de spermă.
În zilele noastre este dezbătută problema halahică cu privire la a preleva spermă pentru examinare medicală sau inseminare.
Chiar printre savanții evrei sau printre rabini este aprig dezbătut dacă interzicerea masturbării este o interdicție biblică sau o interdicție rabinică, deoarece ea nu este nicăieri menționată explicit în Tora. Mulți rabini ultra-ortodocși se tem să-și exprime public dezaprobarea pentru interpretarea tradițională că ea este interzisă de către Biblie.

#### Alte texte
Leviticul capitolul 15, cuprins în Legea lui Moise afirmă că orice bărbat care are o „scurgere” de spermă este necurat din punct de vedere ceremonial și va trebui să se spele cu apă, apoi seara va trebui să socotească o perioadă de șapte zile (v. 13), după care trebuie să se spele din nou cu apă, apoi să ofere doi porumbei sau turturele preoților în a opta zi, iar ei le vor sacrifica pentru el. Această „scurgere” se referă la a ejacula spermă (verse 32), fie prin masturbare, fie prin poluție nocturnă. Totuși, versetul 3 afirmă că el va fi necurat chiar dacă scurgerea a fost „blocată”, deci chiar dacă se oprește înainte de a ejacula. De remarcat că această necurăție temporară nu se referă doar la masturbare, ci și la ejaculările din timpul contactului sexual între soț și soție, (deși atunci e vorba de doar o zi de necurăție în loc de șapte).
Altfel decât asta, nu sunt prevăzute pedepse sau alte consecințe pentru masturbare sau simplă ejaculare în legea mozaică. Totuși, Sulul Templului folosit de secta responsabilă pentru sulurile de la Marea Moartă, afirmă că un bărbat nu va putea intra pe pământul sfânt al Templului Viitor din Noul Ierusalim pe o perioadă de șapte zile de la ejaculare.

## Hinduismul
Căutarea plăcerii trupești este considerată condamnată doar pentru cei care se dedică practicării castității. Nu există referințe în textele religioase hinduse care să sugereze că masturbarea în sine profanează puritatea sexuală. Pentru cei dedicați castității păcatul este absolut minor, putând fi absolvit fie prin făcut baie, fie prin adorarea Soarelui, fie prin a spune trei rugăciuni.

## Zoroastrianismul
Cartea sfântă zoroastriană Avesta, cu sublinierea curăției fizice, menționează masturbarea voluntară printre păcatele pentru care nu există iertare. Versetele 26-28 ale Fargard VIII, Secțiunea a V-a din Vendidad:
„O Creator al lumii materiale, tu Cel Sfânt! Dacă un bărbat emite involuntar sămânța sa, care e pedeapsa cu care va plăti?

Ahura Mazda a răspuns: 'Opt sute de lovituri cu Aspahê-astra, opt sute de lovituri cu Sraoshô-karana.'
O Creator al lumii materiale, o tu Cel Sfânt! Dacă un bărbat emite voluntar sămânța sa, care este pedeapsa pentru asta? Care este ispășirea pentru ea? Care este curățarea de ea?
Ahura Mazda a răspuns: 'Pentru acea faptă nu se poate plăti cu nimic, nimic nu poate izbăvi, nimic nu o poate curăța; ea este un păcat pentru care nu există mântuire, în vecii vecilor..'
De ce este așa?

'Este așa dacă păcătosul mărturisea legea lui Mazda sau unul care o cunoștea. Dar dacă nu mărturisea legea lui Mazda și nu o cunoștea, atunci această lege a lui Mazda îl absolvă de păcat dacă el îl mărturisește și declară că nu va mai face niciodată astfel de fapte interzise.”

## Taoismul
Unii profesori și practicanți ai medicinii tradiționale chineze, meditației taoiste și ai artelor marțiale chinezești spun că masturbarea poate produce un nivel mai scăzut de energie la bărbați. Ei afirmă că a ejacula reduce „chi-ul original” din dantian, centrul energetic care s-ar găsi în abdomenul inferior. Unii susțin că sexul cu un partener nu ar face asta deoarece partenerii își reîmprospătează reciproc chi-ul. Ca urmare, unii practicanți afirmă că bărbații nu ar trebui să practice arte marțiale cel puțin 48 de ore după masturbare, în timp cel alții prescriu șase luni, deoarece pierderea chi-ului originar nu permite să fie creat alt chi în acest răstimp.
Unii taoiști descurajează puternic masturbarea femeilor. Femeile sunt încurajate să practice tehnici de masaj pe propriul trup, dar li se recomandă să evite gândurile sexuale când experimentează plăcere. Altfel „labiile se vor deschide larg iar secrețiile sexuale vor curge”. Dacă se întâmplă asta, femeia și-ar pierde parte din forța ei vitală, iar asta ar putea provoca boli și să-i scurteze viața.

## Wicca
Wicca, la fel cu alte religii, are aderenți cu un spectru de vederi de la conservatori la liberali. Wicca în general nu are dogme și nimic din filosofia wiccană nu interzice masturbarea. Din contra etica wiccană, rezumată în Wiccan Rede „Un [wiccan] nu va face rău nimănui, fă așa cum vrei” este interpretată ca susținând activitățile sexuale responsabile, de orice varietate. Aceasta este întărit de Charge of the Goddess, o piatră de temelie a literaturii wiccane, în care Zeița zice „toate actele de dragoste și de plăcere sunt ritualurile mele”.